# 1934年のグランプリ・シーズン

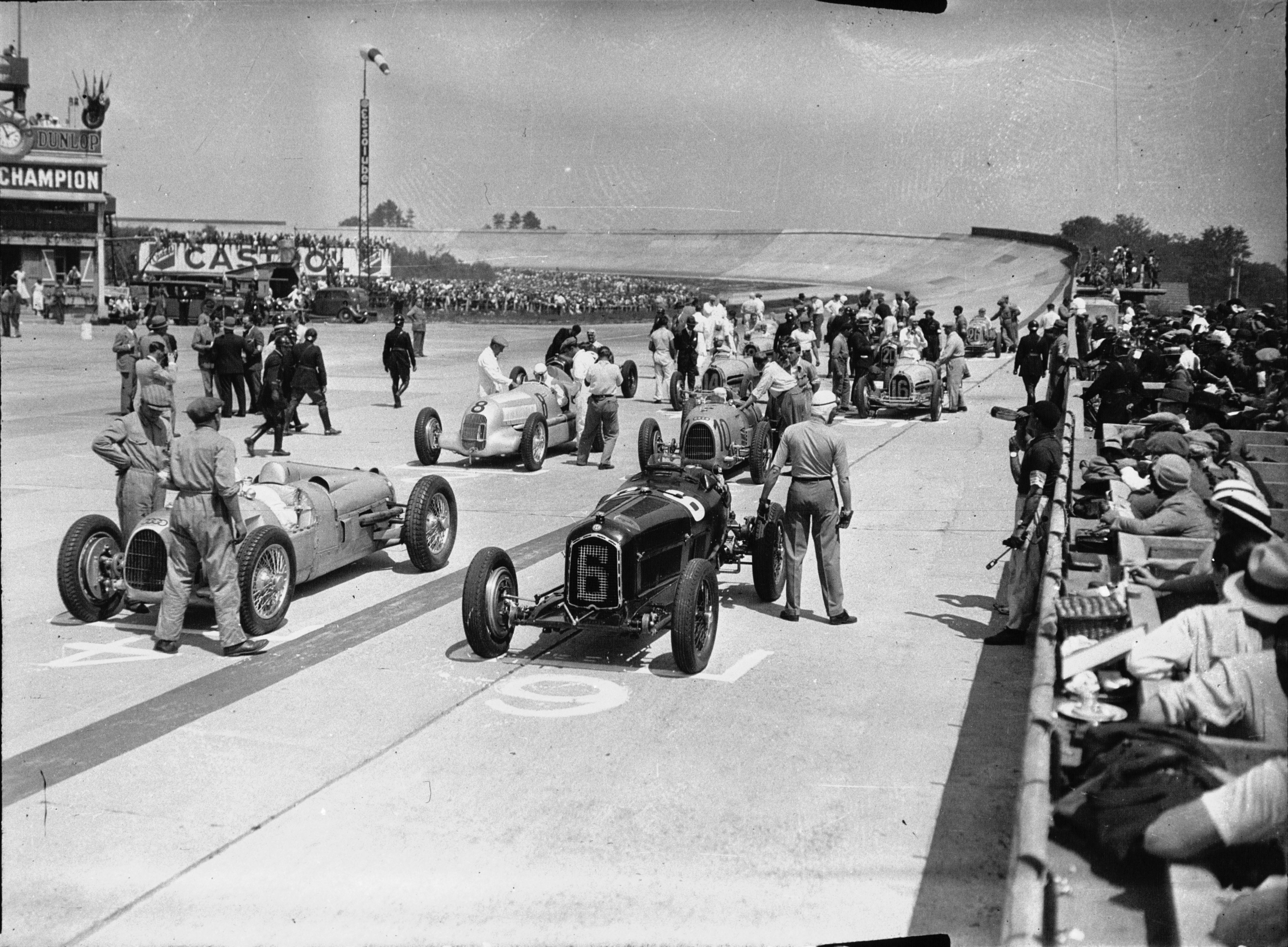
1934年フランスグランプリのスタート前の様子。ドイツ勢は信頼性の問題で脱落し、スクーデリア・フェラーリのルイ・シロンが優勝した。

1934年のグランプリ・シーズンはAIACRヨーロッパ・ドライバーズ選手権のタイトルが設けられなかった2年間におけるグランプリ・シーズンである。 アキーレ・ヴァルツィが6つのグランプリに勝利して最多勝を挙げたドライバーとなった。アルファロメオのマシンが開催された35のグランプリのうち18を制し1934年シーズンを席巻した。

## シーズン概要
1934年シーズンは750kgフォーミュラが施行される最初のグランプリ・シーズンとなった。新レギュレーションの狙いは、パワーの増加で危険性が増したグランプリマシンのスピードを抑制することにあったが、結果的に軽量かつハイパワーのマシンが登場し、グランプリは更に高速化した。好転する経済状況の中、メルセデス・ベンツはグランプリに復帰することを決定し、新レギュレーションに合わせてメルセデス・ベンツ・W25を開発した。新興のアウトウニオンもまた自社の知名度を上げるべく
フェルディナンド・ポルシェの設計図を利用したアウトウニオン・タイプAで参戦した。
7月のフランスグランプリに登場したメルセデスW25とアウトウニオン・タイプAはアルファロメオ・P3やブガッティ・T59、マセラティ・8CMといったライバルを大きく上回る性能を見せたが、信頼性の問題から共にリタイアした。ドイツグランプリ以降のグラン・エプルーヴはドイツ勢の独壇場となり、関税をめぐる揉め事への抗議からドイツ勢が棄権したベルギーグランプリを除いて全勝した。メルセデスで復帰したカラツィオラは９月のイタリアグランプリで久しぶりの勝利を挙げたが、負傷の影響からレース途中でファジオーリと交代することを余儀なくされた。スクーデリア・フェラーリのギ・モルは24歳という若さながらモナコグランプリでルイ・シロンを退けて優勝したほか、アウトウニオン勢との対決となったアヴスレンネンでも優勝するなど活躍したが、8月にペスカーラ・サーキットで行われたコッパ・アチェルボのレース中に事故死した。

### グラン・エプルーヴ
| 開催日  | レース             | サーキット               | ファステストラップ             | 優勝者                 | コンストラクター   | レポート |
| ------- | ------------------ | ------------------------ | ------------------------------ | ---------------------- | ------------------ | -------- |
| 4月2日  | モナコグランプリ   | モンテカルロ市街地コース | カルロ・フェリーチェ・トロッシ | ギ・モル               | アルファロメオ     | 詳細     |
| 7月1日  | フランスグランプリ | リナ・モンレリ           | ルイ・シロン                   | ルイ・シロン           | アルファロメオ     | 詳細     |
| 7月15日 | ドイツグランプリ   | ニュルブルクリンク       | ハンス・シュトゥック           | ハンス・シュトゥック   | アウトウニオン     | 詳細     |
| 7月29日 | ベルギーグランプリ | スパ・フランコルシャン   | アントニオ・ブリヴィオ         | ルネ・ドレフュス       | ブガッティ         | 詳細     |
| 9月9日  | イタリアグランプリ | モンツァ・サーキット     | ハンス・シュトゥック           | ルドルフ・カラツィオラ | メルセデス・ベンツ | 詳細     |
| 9月9日  | イタリアグランプリ | モンツァ・サーキット     | ハンス・シュトゥック           | ルイジ・ファジオーリ   | メルセデス・ベンツ | 詳細     |
| 9月23日 | スペイングランプリ | ラサルテ・サーキット     | ハンス・シュトゥック           | ルイジ・ファジオーリ   | メルセデス・ベンツ | 詳細     |

### その他のグランプリ
| 開催日   | レース                                     | サーキット                   | 優勝者                               | コンストラクター   | レポート |
| -------- | ------------------------------------------ | ---------------------------- | ------------------------------------ | ------------------ | -------- |
| 2月18日  | ヴァレントゥナ・レース                     | ヴァレントゥナ湖             | パウル・ピーチュ                     | アルファロメオ     | 詳細     |
| 2月25日  | ノルウェーグランプリ                       | ミョーサ湖                   | パーヴィクトル・ウィーデングレン     | アルファロメオ     | 詳細     |
| 4月22日  | チルクイート・ディ・ピエトロ・ボルディーノ | アレッサンドリア市街地コース | アキーレ・ヴァルツィ                 | アルファロメオ     | 詳細     |
| 5月6日   | トリポリグランプリ                         | メラハ・サーキット           | アキーレ・ヴァルツィ                 | アルファロメオ     | 詳細     |
| 5月13日  | フィンランドグランプリ                     | インタルハ公園               | ユージン・ビョルンスタッド           | アルファロメオ     | 詳細     |
| 5月20日  | モロッコグランプリ                         | アンファ市街地コース         | ルイ・シロン                         | アルファロメオ     | 詳細     |
| 5月20日  | タルガ・フローリオ                         | ピッコロ・マドニエ           | アキーレ・ヴァルツィ                 | アルファロメオ     | 詳細     |
| 5月20日  | グランプリ・ド・フロンティエ               | シメイ市街地コース           | ウィリー・ロングヴィル               | ブガッティ         | 詳細     |
| 5月27日  | アヴスレンネン                             | アヴス                       | ギ・モル                             | アルファロメオ     | 詳細     |
| 5月27日  | ピカルディグランプリ                       | ペロンヌ市街地コース         | ブノア・ファルケット                 | マセラティ         | 詳細     |
| 6月2日   | マニン・モア                               | ダグラス・サーキット         | ブライアン・ルイス                   | アルファロメオ     | 詳細     |
| 6月3日   | アイフェルレンネン                         | ニュルブルクリンク           | マンフレート・フォン・ブラウヒッチュ | メルセデス・ベンツ | 詳細     |
| 6月3日   | モントルーグランプリ                       | モントルー市街地コース       | カルロ・フェリーチェ・トロッシ       | アルファロメオ     | 詳細     |
| 6月17日  | ペーニャ・リン・グランプリ                 | モンジュイック・サーキット   | アキーレ・ヴァルツィ                 | アルファロメオ     | 詳細     |
| 7月8日   | マルヌグランプリ                           | ランス・グー                 | ルイ・シロン                         | アルファロメオ     | 詳細     |
| 7月15日  | ヴィシー グランプリ                        | ヴィシー市街地コース         | カルロ・フェリーチェ・トロッシ       | アルファロメオ     | 詳細     |
| 7月22日  | コッパ・チアーノ                           | モンテネーロ・サーキット     | アキーレ・ヴァルツィ                 | アルファロメオ     | 詳細     |
| 7月22日  | アルビグランプリ                           | アルビ市街地コース           | ルパート・フェザーストンホー         | マセラティ         | 詳細     |
| 7月22日  | ディエップ グランプリ                      | ディエップ市街地コース       | フィリップ・エトンスラン             | マセラティ         | 詳細     |
| 8月15日  | コッパ・アチェルボ                         | ペスカーラ・サーキット       | ルイジ・ファジオーリ                 | メルセデス・ベンツ | 詳細     |
| 8月19日  | ニースグランプリ                           | ニース市街地コース           | アキーレ・ヴァルツィ                 | アルファロメオ     | 詳細     |
| 8月26日  | コマンジュグランプリ                       | サン・ゴーダンス市街地コース | ジャンフランコ・コモッティ           | アルファロメオ     | 詳細     |
| 8月26日  | スイスグランプリ                           | ブレムガルテン・サーキット   | ハンス・シュトゥック                 | アウトウニオン     | 詳細     |
| 9月2日   | チルクイート・ディ・ビエッラ               | ビエッラ市街地コース         | カルロ・フェリーチェ・トロッシ       | アルファロメオ     | 詳細     |
| 9月9日   | U.M.F. グランプリ                          | リナ・モンレリ               | ブノア・ファルケット                 | アルファロメオ     | 詳細     |
| 9月30日  | チェコスロヴァキアグランプリ               | ブルノ市街地コース           | ハンス・シュトゥック                 | アウトウニオン     | 詳細     |
| 10月3日  | リオデジャネイロ グランプリ                | ガヴェア市街地コース         | イリネウ・コヘア                     | フォード           | 詳細     |
| 10月6日  | ドニントンパークトロフィー                 | ドニントンパーク             | ホイットニー・ストレート             | マセラティ         | 詳細     |
| 10月13日 | マウンテン・チャンピオンシップ             | ブルックランズ               | ホイットニー・ストレート             | マセラティ         | 詳細     |
| 10月14日 | チルクイート・ディ・モデナ                 | モデナ市街地コース           | タツィオ・ヌヴォラーリ               | マセラティ         | 詳細     |
| 10月21日 | ナポリグランプリ                           | ポジリポ市街地コース         | タツィオ・ヌヴォラーリ               | マセラティ         | 詳細     |
| 10月28日 | アルジェリアグランプリ                     | アルジェ市街地コース         | ジャン＝ピエール・ウィミーユ         | ブガッティ         | 詳細     |

## シーズン結果

### グランプリ優勝者

#### ドライバー
| ドライバー名                         | 勝利数 | 勝利数              |
| ドライバー名                         | 計     | グラン エプルーヴ   |
| ------------------------------------ | ------ | ------------------- |
| アキーレ・ヴァルツィ                 | 6      | 0                   |
| ルイ・シロン                         | 3      | 1                   |
| ルイジ・ファジオーリ                 | 3      | 2 (1シェアドライブ) |
| ハンス・シュトゥック                 | 3      | 1                   |
| カルロ・フェリーチェ・トロッシ       | 3      | 0                   |
| ブノア・ファルケット                 | 2      | 0                   |
| ギ・モル                             | 2      | 1                   |
| タツィオ・ヌヴォラーリ               | 2      | 0                   |
| ホイットニー・ストレート             | 2      | 0                   |
| ユージン・ビョルンスタッド           | 1      | 0                   |
| ルドルフ・カラツィオラ               | 1      | 1 (シェアドライブ)  |
| ジャンフランコ・コモッティ           | 1      | 0                   |
| ルネ・ドレフュス                     | 1      | 1                   |
| フィリップ・エトンスラン             | 1      | 0                   |
| ルパート・フェザーストンホー         | 1      | 0                   |
| ブライアン・ルイス                   | 1      | 0                   |
| ウィリー・ロングヴィル               | 1      | 0                   |
| マンフレート・フォン・ブラウヒッチュ | 1      | 0                   |
| ジャン＝ピエール・ウィミーユ         | 1      | 0                   |

#### コンストラクター
| コンストラクター名 | 勝利数 | 勝利数            |
| コンストラクター名 | 計     | グラン エプルーヴ |
| ------------------ | ------ | ----------------- |
| アルファロメオ     | 18     | 2                 |
| マセラティ         | 7      | 0                 |
| メルセデス・ベンツ | 4      | 2                 |
| アウトウニオン     | 3      | 1                 |
| ブガッティ         | 3      | 1                 |